# Мохов Михайло Іванович
Мо́хов Миха́йло Іва́нович (нар.21 червня 1922 — пом. 29 січня 1982) — командир батареї 525-го легкого артилерійського полку 11-ї Свірської легкої артилерійської бригади 7-ї Запорізької Червонопрапорної ордена Суворова артилерійської дивізії прориву 46-ї армії 2-го Українського фронту, Герой Радянського Союзу.

## Біографія
Народився 21 червня 1922 в Мар'ївці (нині Полтавського району Полтавської області) в селянській родині. Навчався в місцевій неповній середній, потім — в Рунівщинській середній школі.
У липні 1941 року призваний у Червону армію. Був направлений в Київське артилерійське училище. У травні 1942 року закінчив прискорений курс училища і направлений на фронт. Воював на Південно-Західному, Донському, 3-му і 4-му Українських фронтах. Брав участь у обороні Москви, Сталінградській і Курській битвах, звільняв Запоріжжя, Кишинів, воював у Румунії, Болгарії, Югославії, Угорщині. Був контужений. Війну закінчив у Австрії.
Командир батареї 525-го легкого артилерійського полку капітан Мохов здійснив свій подвиг при форсуванні Дунаю: у ніч на 5 грудня 1944 року разом з групою розвідників він у числі перших переправився на західний берег річки в районі міста Ерчі, за 50 кілометрів на південь від Будапешту. Досягнувши берега, стрімкою атакою розвідники вибили противника з першої лінії траншей, розгорнули артилерійські позиції і відкрили вогонь. Капітан Мохов вміло керував боєм — прицільним вогнем артилеристи придушили ворожу батарею, кілька кулеметних гнізд. Сміливі дії Михайла Мохова сприяли успішному форсування річки підрозділами полку та розширенню плацдарму.
Указом Президії Верховної Ради СРСР від 24 березня 1945 року за зразкове виконання бойових завдань командування і проявлені при цьому мужність і героїзм капітану Михайлу Івановичу Мохову було присвоєно звання Героя Радянського Союзу з врученням ордена Леніна і медалі Золота Зірка.
Після закінчення Великої Вітчизняної війни продовжував службу в ЗС СРСР. У 1960 році закінчив Центральні артилерійські офіцерські курси. З 1969 року полковник Михайло Іванович Мохов — в запасі. Вийшовши в запас, Михайло Іванович жив у Полтаві, вів активну роботу по військово-патріотичному вихованню молоді. Помер 29 січня 1982 року. Похований у Полтаві на Центральному кладовищі.

## Нагороди
- Медаль «Золота Зірка» Героя Радянського Союзу (№ 2285)
- Орден Леніна
- Орден Вітчизняної війни 2-го ступеня
- Орден Червоної Зірки